# Antonina (ort)
Antonina är en ort i Brasilien.   Den ligger i kommunen Antonina och delstaten Paraná, i den södra delen av landet, 1 100 km söder om huvudstaden Brasília. Antonina ligger 9 meter över havet och antalet invånare är 16 152.
Terrängen runt Antonina är platt åt nordväst, men åt sydost är den kuperad. Havet är nära Antonina åt sydost.Det finns inga andra samhällen i närheten. 
I omgivningarna runt Antonina växer i huvudsak städsegrön lövskog. Runt Antonina är det ganska glesbefolkat, med 43 invånare per kvadratkilometer.